# سوسن جميل حسن
سوسن جميل حسن (من مواليد مدينة اللاذقية 1957) هي كاتبة وروائية وطبيبة سوريّة. عملت في عددٍ من المشافي التابعة لوزارة الصحة السوريّة، كما أصبحت في وقتٍ ما رئيسة لجان فحص الموظفين، ودائرة الخدمات الطبية. بالإضافةِ لهذا، تكتبُ سوسن جميل حسن في عددٍ من الصحف المحليّة والعربية بما في ذلك صحيفة «الحياة» وصحيفة «السفير» وكذا في مجلّة «كش ملك» الساخرة. صدر للكاتبة السوريّة عددٌ من الكتب والروايات لعلَّ أبرزها روايةُ «حرير الظلام» التي نُشرت عن دار الحوار حيث صدرت الطبعة الأولى عام 2009 فيما صدرت الطبعة الثانيّة عام 2011، كما صدرت لها روايةٌ أخرى بعنوان «ألف ليلة في ليلة» عن الدار العربية للعلوم ناشرون عام 2010، فيما حملَ ثالث كتبها اسم «النباشون» وقد صدرَ عن دار الآداب عام 2012، فضلًا عن رواية «خانات الريح» التي صدرت عن الهيئة المصرية العامة للكتاب ضمن سلسلة: إبداع عربي عام 2018 بالإضافة إلى كتبٍ وروايات أخرى.

## المسيرة المهنيّة
صدر لسوسن جميل حسن روايةٌ بعنوان «ألف ليلة في ليلة» عن الدار العربية للعلوم ناشرون عام 2010 في 199 صفحة. تناولت فيها سوسن قصة شهرزاد أخرى غير تلك المعروفة كما تقول، حيث نسجت القصّة هذه المرة من الواقع، لتبحث معها عن فارس الأحلام الذي يراود كل امرأة في خيالها، سمّته «مولاي» تبحث فيه عن حب حقيقي تحلمُ أن تكون امتداده وأن يكون امتدادها، تنوء بعبء الخيال وتحمل للعالم رسالتها. تناولت سوسن في كتابها هذا قضايا متعددة حيث تطرقت لأولويات الحياة والأهداف فيها كما تناولت قضايا نسائيّة أخرى. حاولت سوسن – حسب كلام بعض النقاد – في رواية ألف ليلة في ليلة ممارسة النقد اللاذع لواقع الحال الذي ترزح تحت وطأته المجتمعات والحكومات في الشرق العربي. حملت هذه الرواية بين طيّاتها الكثير من التأملات والأسئلة لحالات إنسانية شفافة، متحدية قيود المجتمع، وأكّدت سوسن في حوار صحفيّ لاحق أنَّ هذه الرواية ليست مجرد تجارب وأفكار أو صور وذكريات، أو أحلام، بل هي إشراقة أملٍ تنبعث من جديد، هي عودة إلى الحياة كما تصفها.
صدر لسوسن أيضًا كتابُ «النباشون» (304 صفحات) عن دار الآداب في العاشر من أيلول/سبتمبر 2012، وفيه صوَّرت الكاتبة عالمًا يتطور خارج «المألوف الحضاري» كما سمّته، فلا شيء في مكانه بدءًا من الصبي «جمعة» الذي «خرج إلى الوجود عن طريق قفاه» وظلّ يجرّ وراءه عاهة لن تزول أبدًا، وانتهاءً بالعيش وسط أكوام الزبالة واستنشاق رائحة الحمير، مرورًا بلقاءات جنسيّة قذرة تتحقّق خارج استيهامات الحلم ولذّاته. ترى سوسن أنّ القذارة في هذه الرواية ليست نقيضًا للنظافة التي تُميّز الكائنات والأشياء، إنّها شيء آخر غير ما يؤذي العين – بحسبها – بل هي وثيقة الصلة بكلّ ما يشوّش على النظام والهويّة والوجود السويّ للنفس والجسد والحلم.
نشرت سوسن عام 2014 رواية جديدة لها بعنوان «قميص الليل» عن دار نون للنشر في دولة الإمارات العربيّة المتحدة التي جاءت في 205 صفحات. تتحدث سوسن في هذه الرواية عن قصّة المدعو جيغا وكيف مات ثمّ كيف تصاعدت الأحداث، كما تُعرّج الكاتبة على قصّة الكاتبة حياة وكيف وضعتها الأحداث المتسارعة بعد انتفاضة الشعب السوري أمام أسئلة صعبة، وواجهتها بمسؤوليتها الأخلاقية تجاه الشعب، فإذا بالمهزوم التاريخي جيغا الذي أُصيب في حرب 1967، ودفعته خيبته العامة وخيبته الخاصة بفقدان الفتاة التي يحب إلى الانسحاب نحو الزوايا المظلمة يرصد التحولات التي طرأت على الحياة بكل جوانبها حتى الانتفاضة السورية، حيث يعاقر الخمر ويتنبأ بالخطر من دون أن يستطيع قرع جرس الإنذار.

## آراء
ترى سوسن جميل الحسن أنَّ الكاتب يطمحُ إلى أن يقدم للقارئ رسالتين هما المعرفة والمتعة، كما ترى سوسن أنّ الرواية تُمثّل الواقع وتعمل على إعادة تشكيله من جديدٍ. تلجأُ سوسن حسن في أعمالها الروائيّة إلى السارد الديمقراطي وتبتعدُ عن السارد العليم لتمنح الشخصيات فرصة الإفصاح عن نفسها والتحرّك والنمو بحرية أكبر، كما أنها تُحقّق نوعًا من متعة التشكيل كما تقول كونها تعايش الشخصيات وتتفاعل معها.
تُؤمن سوسن أنّ السرد الديمقراطي يحمي الكاتب من الانزلاق إلى التنظير والشرح الذي بدوره يبعد القارئ عن العمل الأدبي، أما المهمّ في العملية السردية في نظر سوسن فهو تمللّك القدرة على إمتاع القارئ والتأثير فيه وإقناعه. تعتقدُ سوسن أن الزمان والمكان بالنسبة إلى العمل الروائي هما حاملان فعّالان للأفكار ولرسالة العمل، وهما يشكلان الفضاء الذي تقع فيه الأحداث، وتعيش فيه الشخصيات.
تُؤيّد سوسن الفكرة القائلة بأنّ الحراك في سوريا كان نتاجًا لتراكم ثقافي فكري وفلسفي وأدبي ونقدي ومسرحي ودرامي وكل أنواع الفنون، التي سلّطت الضوء على انتهاك كل القيم المتمثّلة بالكرامة والعدالة الاجتماعية وحرية الفكر والتعبير، واستقلال الإرادات، وغيرها، وترى أنَّ المثقّف أو ما يُطلق عليهم «النخبة» مثلهم مثل أي مواطنٍ يعيشُ الأحداث، ومع ذلك فهي تصرُّ على مكانة المثقف، وترى في الزاوية المطلّة على المشهد، والتي يمكن من خلالها متابعة ما يجري والوقوف موقفًا نقديًا منه، بحيثُ تختصر رؤيتها بضرورة استقلال المثقف عن السياسي أو عن السياسة بشكل عام لينحاز إلى الإنسان وقضاياه.
مهمّة المثقف الأساسية حسب سوسن ليست تعبئة الجماهير ودفعها إلى التمرّد، فهو رافعة الثورات وليس أداتها أو محركها. وليس دوره الأساسي استشراف مصير الثورات، لكن عليه دور كبير – بحسب سوسن جميل حسن – وهو أن يكون فاعلًا في الحراك، بمتابعته ورصد التحوّلات التي تطرأ على الواقع والبنية المجتمعية والوعي العام ومنظومة القيم، وعليه أن يكون جريئًا في موقفه النقدي تجاه كل ما يحدث.

## قائمة أعمالها
هذه قائمةٌ بأبرز أعمال الكاتبة والروائيّة السورية سوسن جميل حسن:
- حرير الظلام (رواية نُشرت عن دار الحوار حيث صدرت الطبعة الأولى عام 2009 فيما صدرت الطبعة الثانيّة عام 2011).[17]
- ألف ليلة في ليلة (رواية صدرت عن الدار العربية للعلوم ناشرون عام 2010).[18]
- النباشون (رواية صدرت عن دار الآداب عام 2012).[19]
- قميص الليل (رواية صدرت عن دار نون للنشر في الإمارات العربية المتحدة عام 2014).[20]
- خانات الريح (رواية صدرت عن الهيئة المصرية العامة للكتاب ضمن سلسلة: إبداع عربي عام 2018).[21]
- اسمي زيزفون (رواية)، صدر عام 2020.[22]
- وارثة المفاتيح ( رواية)، صدرت عام 2024 - منشورات الربيع مصر.[23]